# جايسون تايتم
جايسون كريستوفر تايتم (من مواليد في 3 مارس 1998) هو لاعب كرة سلة أمريكي محترف لنادي بوسطن سيلتكس التابع للرابطة الوطنية لكرة السلة. وُلد في مدينة سانت لويس بولاية ميسوري، و التحق بمدرسة شاميناد كولج الإعدادية في مقاطعة سانت لويس، حيث حصل على تصنيف خمس نجوم واعتبر أحد أفضل اللاعبين في فئة عام 2016 من خلال خدمات التوظيف. لعب كرة السلة الجامعية لفريق دوك بلو ديفلز قبل دخوله في مسودة (درافت) الدوري الاميركي للمحترفين لعام 2017. تم اختياره مع الاختيار العام الثالث من قبل بوسطن سلتكس. فاز تايتم ثلاث مرات في إن بي أي أول-ستارز، بتحدي المهارات 2019 خلال عطلة نهاية الأسبوع في إن بي أي أول-ستارز. كجزء من فريق الولايات المتحدة الأمريكية (2020)، فاز تايتم بالميدالية الذهبية في دورة الألعاب الأولمبية الصيفية 2020 في طوكيو.

## حياة شخصية
تايتم هو ابن جاستن تايتم وبراندي كول. لعب جاستن تايتم كرة السلة في جامعة سانت لويس وهو مدرس رياضي ومدرب كرة سلة في مدرسة كريستيان براذرز كولج الثانوية في سانت لويس ، والتي تخرج منها في عام 1997، قبل عام تقريبًا من ولادة جايسون؛ كان والد تايتم في السابق مدربًا ومديرًا لألعاب القوى في مدرسة سولدان الدولية للدراسات الثانوية لمدة ست سنوات. ولد تايتم عندما كان والديه يبلغان من العمر 19 عامًا. تخرجت والدته براندي من كلية الحقوق بجامعة سانت لويس وهي الآن محامية ممارس في منطقة سانت لويس. لاعب الدوري الاميركي للمحترفين السابق لاري هيوز هو عراب تايتم، الذي كان زميل والده في المدرسة الثانوية والكلية. وهو أيضًا ابن عم لاعب الدوري الاميركي للمحترفين السابق والمدرب الحالي لفريق لوس أنجليس كليبرز تيرون لو. اعتبارًا من 2017 ، تاتوم هو المتحدث الرسمي باسم مطعم بيتزا إيمو. تاتوم مسيحي أيضًا، ينسب نجاحه وحياته المهنية إلى يسوع.
أثناء وجوده في المدرسة الثانوية في مدرسة شاميناد كولج الإعدادية، كان تايتم صديقًا جيدًا لمهاجم إن إتش إل المستقبلي ماثيو تكاتشوك من كالغاري فليمز، حيث تم وضع الاثنين في نفس فصل الصالة الرياضية. تايتم هو أيضًا صديق جيد لزميله السابق في فريق دوك ولاعب إن بي أي الحالي هاري غايلز.
ولد ابن تايتم، جايسون تايتم جونيور، الذي يُشار إليه غالبًا باسم ديوس، في 6 ديسمبر 2017.

### مصادقات
في 21 يونيو 2019، وقع تايتم مع علامة جوردان التجارية.

## إحصائيات المهنة

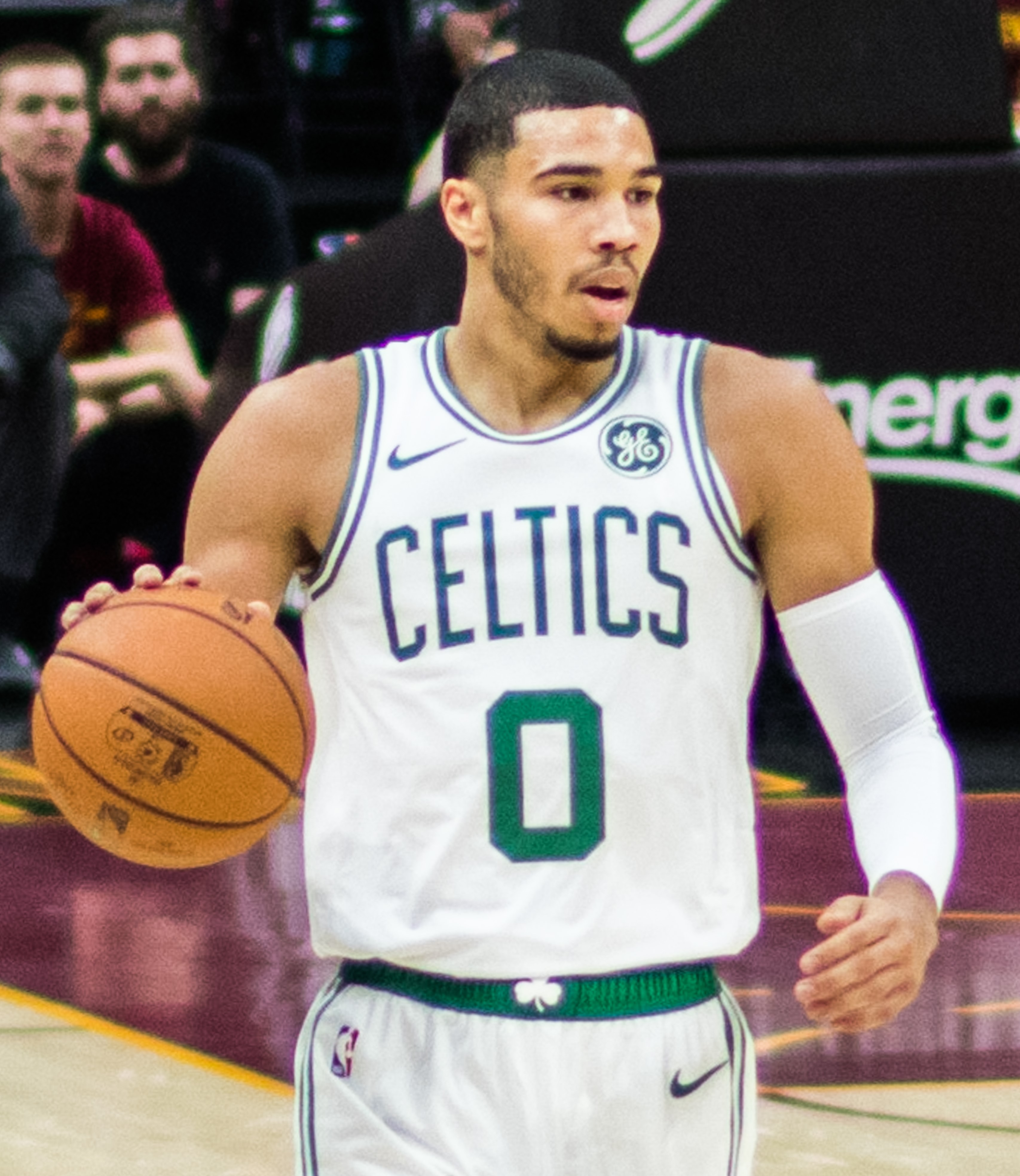
تايتم في أكتوبر 2018

### الدوري الأمريكي للمحترفين

#### موسم عادي
| السنة    | الفريق             | لعب | بدأ | دقيقة | ميداني% | ثلاثية | حرة  | ارتداد | صنع | استلاب | تصدي | نقطة |
| -------- | ------------------ | --- | --- | ----- | ------- | ------ | ---- | ------ | --- | ------ | ---- | ---- |
| 2017–18  | بوسطن [الإنجليزية] | 80  | 80  | 30.5  | .475    | .434   | .826 | 5.0    | 1.6 | 1.0    | .7   | 13.9 |
| 2018–19  | بوسطن [الإنجليزية] | 79  | 79  | 31.1  | .450    | .373   | .855 | 6.0    | 2.1 | 1.1    | .7   | 15.7 |
| 2019–20  | بوسطن [الإنجليزية] | 66  | 66  | 34.3  | .450    | .403   | .812 | 7.0    | 3.0 | 1.4    | .9   | 23.4 |
| 2020–21  | بوسطن [الإنجليزية] | 64  | 64  | 35.8  | .459    | .386   | .868 | 7.4    | 4.3 | 1.2    | .5   | 26.4 |
| 2021–22  | بوسطن              | 76  | 76  | 35.9  | .453    | .353   | .853 | 8.0    | 4.4 | 1.0    | .6   | 26.9 |
| مسيرة    | مسيرة              | 365 | 365 | 33.4  | .456    | .383   | .844 | 6.6    | 3.0 | 1.1    | .7   | 20.9 |
| أول-ستار | أول-ستار           | 3   | 2   | 17.0  | .471    | .176   | —    | 3.0    | 5.0 | 2.6    | .0   | 11.6 |

#### تصفيات
| السنة | الفريق             | لعب | بدأ | دقيقة | ميداني% | ثلاثية | حرة  | ارتداد | صنع | استلاب | تصدي | نقطة |
| ----- | ------------------ | --- | --- | ----- | ------- | ------ | ---- | ------ | --- | ------ | ---- | ---- |
| 2018 ‏ | بوسطن [الإنجليزية] | 19  | 19  | 35.9  | .471    | .324   | .845 | 4.4    | 2.7 | 1.2    | .5   | 18.5 |
| 2019 ‏ | بوسطن [الإنجليزية] | 9   | 9   | 32.8  | .438    | .323   | .744 | 6.7    | 1.9 | 1.1    | .8   | 15.2 |
| 2020  | بوسطن [الإنجليزية] | 17  | 17  | 40.6  | .434    | .373   | .813 | 10.0   | 5.0 | 1.0    | 1.2  | 25.7 |
| 2021  | بوسطن [الإنجليزية] | 5   | 5   | 37.0  | .423    | .389   | .918 | 5.8    | 4.6 | 1.2    | 1.6  | 30.6 |
| مسيرة | مسيرة              | 50  | 50  | 37.1  | .445    | .356   | .831 | 6.8    | 3.5 | 1.1    | .9   | 21.6 |

### كلية
| السنة                | الفريق | لعب | بدأ | دقيقة | ميداني% | ثلاثية | حرة  | ارتداد | صنع | استلاب | تصدي | نقطة |
| -------------------- | ------ | --- | --- | ----- | ------- | ------ | ---- | ------ | --- | ------ | ---- | ---- |
| 2016–17 [الإنجليزية] | دوك    | 29  | 27  | 33.3  | .452    | .342   | .849 | 7.3    | 2.1 | 1.3    | 1.1  | 16.8 |

## روابط خارجية
- جيسون تاتوم على موقع الاتحاد الدولي لكرة السلة (الإنجليزية)
- جيسون تاتوم على موقع إن بي أي (الإنجليزية)
- جيسون تاتوم على موقع سبورتس رفرنس (الإنجليزية)
- جيسون تاتوم على موقع كرة السلة الأوروبية.كوم (الإنجليزية)
- جيسون تاتوم على موقع إي إس بي إن.كوم (الإنجليزية)
- جيسون تاتوم على موقع كلية كرة السلة في سبورتس رفرنس.كوم (الإنجليزية)
- جيسون تاتوم على موقع ريلجم (الإنجليزية)
- جيسون تاتوم على موقع بروبوليرز (الإنجليزية)
- جيسون تاتوم على موقع سبورتس رفرنس (الإنجليزية)
- جيسون تاتوم على موقع اللجنة الأولمبية الدولية (الإنجليزية)